# Mazsalaca
Mazsalaca è un comune della Lettonia appartenente alla regione storica della Livonia di 4.042 abitanti (dati 2009).

## Località
Il comune è stato istituito nel 2009 ed è formato dalle seguenti località:
- Ramata
- Sēļi
- Skaņkalne
- Mazsalaca